# گمینا شژنه
گمینا شژنه (به لهستانی:  Gmina Szerzyny) یک گمینا در لهستان است که در شهرستان تارنوف واقع شده‌است. گمینا شژنه ۸۲٫۲۴ کیلومتر مربع مساحت و ۸٬۲۱۱ نفر جمعیت دارد.